# Ferdinand II. (Portugal)

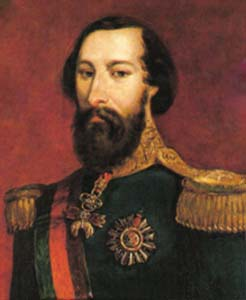
Ferdinand von Sachsen-Coburg und Gotha als junger König, Gemälde von
Manuel Maria Bordalo Pinheiro, 1856 (Museu Nacional dos Coches, Lissabon)

Ferdinand II. (* 29. Oktober 1816 in Wien; † 15. Dezember 1885 in Lissabon) war ein Prinz von Sachsen-Coburg und Gotha und König von Portugal, genannt der Künstlerkönig (o Rei-Artista). Die von ihm begründete Dynastie Coburg-Braganza beherrschte das Königreich Portugal bis 1910.

## Leben
Ferdinand, geboren als Ferdinand August Franz Anton, war der älteste Sohn des Prinzen Ferdinand von Sachsen-Coburg-Saalfeld-Koháry (1785–1851) aus dessen Ehe mit Antonie (1797–1862), Tochter des Fürsten Ferenc József Koháry de Csábrág et Szitnya. Sein Vater war wegen der Ehe mit der schwerreichen ungarischen Magnatin katholisch und ungarischer Staatsangehöriger geworden. Wie alle Coburger Prinzen soll sich auch Ferdinand durch männliche Schönheit ausgezeichnet haben.
Am 9. April 1836 heiratete Ferdinand in Lissabon die verwitwete Maria II., Königin von Portugal. Bereits am 1. Januar des Jahres hatte in Wien die Verehelichung per procuram stattgefunden. Aus Anlass der Eheschließung wurde Ferdinand mit dem Prädikat Königliche Hoheit zum Herzog von Braganza erhoben. Die Ehe arrangierte Ferdinands Onkel, der belgische König Leopold I. Im Ehevertrag wurde für Ferdinand ein jährlicher Unterhalt von 9.000 Pfund Sterling festgelegt, der nach der Geburt eines Thronfolgers noch verdoppelt werden sollte.

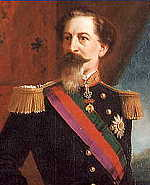
König Fernando II. von Portugal, Porträt von Joseph-Fourtuné Layraud, 1877 (Palácio Nacional da Pena, Sintra)

Nach der Vermählung wurde Ferdinand von seiner Frau zum Generalfeldmarschall ernannt, musste aber auf Druck der liberalen Partei das Amt der Heeresleitung umgehend wieder abgeben. Die Rechte des Königspaares waren erheblich beschnitten und häufig schritt Großbritannien gegen die ultraliberale Partei im Land ein. Die von Maria und Ferdinand eingesetzte Regierung wurde in den Wahlen von 1845 geschlagen, das Königspaar setzte die Verfassung außer Kraft und die Setembristen entfachten den Bürgerkrieg.
Ferdinand konnte durch kluges Verhalten die anfängliche Unpopularität, an der auch seine deutsche Abstammung schuld war, ins Gegenteil verkehren. In den Bürgerkriegsjahren 1846/47 erhielt Ferdinand auch wieder das Kommando über das Heer. Nach der Geburt seines ältesten Sohns, des Infanten Dom Pedro de Alcantara (des späteren Peters V.) im September 1837, erhielt er als Ferdinand II. entsprechend den Cortes von Lamego und der Verfassung von 1826 den Königstitel (Titularkönig) und wurde am 15. November 1853 nach dem Tod seiner Frau für zwei Jahre König-Regent des Landes bis zur Volljährigkeit des Kronprinzen, die am 17. September 1855 eintrat.
Die ihm 1862 angebotene griechische Krone wies er ab, ebenso den spanischen Königstitel, den man ihm 1869 antrug. Die Vereinigung mit Spanien unter einem einzigen Herrscherhaus hatte in der portugiesischen Bevölkerung starkes Missfallen erregt und wurde daher ohnehin vehement abgelehnt.
Am 10. Juni 1869 heiratete der Witwer zum zweiten Mal. In Lissabon ehelichte er die Opernsängerin Elise Friederike Hensler (1836–1929), die zur „Gräfin von Edla“ erhoben wurde. Scheinbar übte diese, ebenso wie seine erste Gemahlin, großen Einfluss auf ihn aus. Da er vom politischen Leben ausgeschlossen war, widmete sich Ferdinand der Malerei und förderte als Präsident der königlichen Akademie Wissenschaften und Künste. Er erwarb den Palácio Nacional da Pena in Sintra und ließ ihn prachtvoll durch Wilhelm Ludwig von Eschwege im Stil des Historismus umbauen. Hier lebte er mit seiner zweiten Gemahlin bis zu seinem Tod. Er wurde im Kloster São Vicente de Fora in Lissabon bestattet.

## Nachkommen

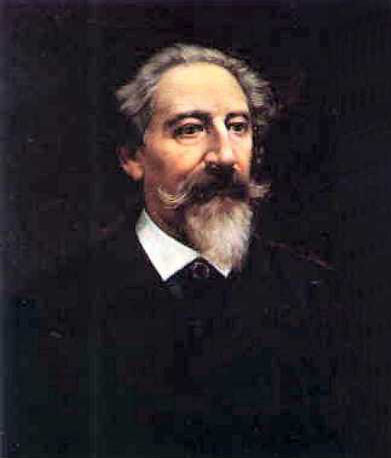
Ferdinand II.

Aus der gemeinsamen Ehe mit Königin Maria II. von Portugal gingen elf Kinder hervor:
- Peter V. (1837–1861), König von Portugal

⚭ 1858 Prinzessin Stephanie von Hohenzollern (1837–1859)
- Ludwig I. (1838–1889), König von Portugal

⚭ 1862 Prinzessin Maria Pia von Savoyen (1847–1911)
- Maria (*/† 1840)
- Johann Maria (1842–1861), Herzog von Beja
- Maria Anna (1843–1884)

⚭ 1859 den späteren König Georg I. von Sachsen (1832–1904)
- Antonia Maria (1845–1913)

⚭ 1861 Fürst Leopold von Hohenzollern-Sigmaringen (1835–1905)
- Ferdinand (1846–1861)
- August Maria (1847–1889), Herzog von Coimbra
- Leopold (*/† 1849)
- Maria da Glória (*/† 1851)
- Eugen (*/† 1853)